# 백주연 (방송인)
백주연(白宙娟)은 대한민국의 방송인, 아나운서, 작가이다.

## 경력
- 머니투데이(MTN)
- 서경 방송 진행자
- LG헬로경남 마산 하나방송 진행자
- 롯데프리미엄 아울렛 쇼핑라이브 모바일쇼호스트
- 2010년 동아일보 THE WOMAN 모델(2010)
- 2011년 12월  ~ KBS 창원방송총국 리포터

## 출연

### 방송
- 방송, KBS 라디오 즐거운 저녁길
- 2016년 방송, KBS 창원 생방송 경남
- 2018년 방송, KBS 창원 시사경남
- 2024년 4월 ~ 2024년 11월 방송, MBC 경남 뉴스파다 시즌2

### 라디오
- 2019년 창원, KBS 시사전문 취재 리포터로<시사경남-출동! 현장리포트>(KBS1라디오 FM91.7Mhz17:05~17:58)
- <즐거운저녁길-저녁길톡톡방>(KBS2라디오 FM106.1Mhz 18:00~20:00)

### 기타
- 2013년 10월 26일, 제3회 청춘페스티벌 '청춘사용설명서' 진행[1]
- 2016년 11월 15일 경상남도 브라보경남' 브랜드 선포식' 사회
- 2019년 11월 26일 '2019 지역신문 발전 세미나' 진행[1]

## 관련 링크
- [직업탐구] '방송인' 편 / 종횡무진 활약하는 팔방미인 백주연 경남뉴스 2019.12.13.
- 방송인 백주연 창원특례신문 2023.01.12.